# اولگ انگاچف
اولگ انگاچف (روسی: Олег Енгачев؛ زاده ۳۰ اکتبر ۱۹۶۷) یک تیرانداز روس است که برای قطر مسابقه می‌دهد. وی دارنده نشان طلای رقابت تپانچه آتش مرکزی ۲۵ متر در بازی‌های آسیایی ۲۰۱۴ است. 